# Paul-Werner Hozzel
Paul-Werner Hozzel (16 de outubro de 1910 - 7 de janeiro de 1997) foi um oficial alemão que serviu no Deutsches Heer e, posteriormente, na Luftwaffe durante a Segunda Guerra Mundial. Foi condecorado com a Cruz de Cavaleiro da Cruz de Ferro com Folhas de Carvalho.

## Início de carreira
Paul-Werner Hozzel juntou-se ao Regimento de Artilharia 2 em 1931 e mudou para a Força Aérea em 1935, após completar seu treinamento aeronáutico. Em 1 de setembro de 1938 ele assumiu o comando do 2º esquadrão de Jagdgeschwader 20 e foi promovido a capitão logo depois.

## Segunda Guerra Mundial
Em 1939, ele participou pela primeira vez no ataque à Polônia com seu esquadrão, mas foi então transferido como comandante de grupo para o Grupo I da Ala 1 de Stuka. Além do ataque à Polônia, o grupo participou com muito sucesso na campanha no oeste e nos combates na Noruega, e em 8 de maio de 1940, Hozzel foi representativo dos sucessos de seu grupo, incluindo o naufrágio de muitos navios de guerra e 60 mil toneladas de navios mercantes GRT no Mar do Norte e os ataques as fortalezas em Akerhus e Oscarsborg, premiadas com a Cruz de Cavaleiro da Cruz de Ferro. Foi o primeiro Piloto Stuka em tudo. Sucessos posteriores no combate de navios seguiram-se, em 3 de maio de 1941, os destróieres Bison (francês) e HMS Afridi foram afundados, em 10 de janeiro de 1941 o encouraçado britânico Warspite e o porta-aviões britânico Illustrious foram atacados.
Em 16 de outubro de 1941, Hozzel assumiu o comando do Esquadrão Stuka 2 Immelmann e foi promovido a tenente-coronel aqui. Com grande sucesso ele liderou o esquadrão na batalha de Stalingrado, o esquadrão voou 12 mil ataques aqui, então ele comandou a unidade de combate Hozzel de partes dos esquadrões Stuka 1, 2 e 77 nas batalhas em torno de Dnepropetrovsk. Em 14 de abril de 1943, ele foi condecorado com a Knight's Cross Oak Leaves por seu serviço no Esquadrão Stuka 2.
No final da guerra, Hozzel assumiu tarefas administrativas no estado-maior, a partir de 25 de dezembro de 1944, como Chefe do Estado-Maior da Frota Aérea 1. No final da guerra, ele foi feito prisioneiro pelos soviéticos, de onde não voltou até 16 de janeiro de 1956.

## Bundeswehr
No mesmo ano, Hozzel ingressou nas Forças Armadas Alemãs e encerrou sua carreira ativa em 30 de setembro de 1969 como Brigadeiro-General. Na força aérea das Forças Armadas Alemãs, foi, entre outras coisas, chefe do estado-maior do comando das Forças Aliadas Acesso ao Mar Báltico em Karup.

## Condecorações
| Cruz de Ferro (1939) 2ª Classe                                   | 14 de setembro de 1939 |
| Cruz de Ferro (1939) 1ª Classe                                   | 5 de maio de 1940      |
| Distintivo de Voo do Fronte da Luftwaffe em Ouro                 |                        |
| Cruz de Cavaleiro da Cruz de Ferro                               | 8 de maio de 1940      |
| Cruz de Cavaleiro da Cruz de Ferro com Folhas de Carvalho nº 230 | 14 de abril de 1943    |